# Pirates of Silicon Valley
Pirates of Silicon Valley (Piratas de Silicon Valley) (1999) es una película escrita y dirigida en 1999 por Martyn Burke y estrenada el 20 de junio de 1999 en el canal de TV por cable de la Warner Bros, Turner Network Television (TNT). Basada en el libro Fire in the Valley: The Making of a Personal Computer de Paul Freiberger y Michael Swaine. Este film documenta los comienzos de los ordenadores personales a través de la rivalidad entre Apple Computer (Apple II, Apple Lisa y la Apple Macintosh) y Microsoft (MITS Altair, DOS, IBM PC, y Windows). La película logró ser nominada para cinco Emmys.
La historia central del filme comienza a principios de los años 1970, y termina en 1985, con un brindis por el cumpleaños de Steve Jobs, poco antes de ser despedido de Apple Computer por su compañero John Sculley.
Es una película que trata de la creación de la primera computadora personal, esta idea surgió de dos amigos: Steve Jobs, Steve Wozniak, ”creadores de Apple”. La misma idea tenían  Bill Gates, Paul Allen y Steve Ballmer “creadores de MicroSoft”.
La película habla de cuando iban en la universidad estos personajes y comienzan a desarrollar una idea de crear una computadora. Su idea es desarrollarla a base de tarjetas perforadas, y fallan porque la computadora que crean se quema.
Deciden establecerse en un lugar para sentar cabeza sobre su proyecto y toman el garaje de la casa de Steve. luego llega Mike Markkula inversionista de Apple, en el cual les ofrece invertir 1/4  de millón en su invento y que Woz sería el número uno mientras Jobs sería el segundo. Pero Steve nunca aceptó ser el segundo en el proyecto. 
Mientras todo esto pasaba Bill, comienza a crear Microsoft, y se decide a dar un gran paso hacia el centro de operaciones de IBM, a ofrecerles un Sistema Operativo para sus PC, en ese momento Gates estaba ofreciendo un SO que no existía. 
Tras la filmación, Noah Wyle (intérprete del cofundador de Apple) realizó una aparición al comienzo de la Presentación de la Macworld Expo Keynote de Jobs, en un comienzo fingiendo ser Steve Jobs. Cuando los espectadores se dieron cuenta, el verdadero Jobs apareció en escena y comenzó a bromear con Wyle.

## Banda sonora
La banda sonora consistió mayormente en rock clásico y música disco de los años 1970 y años 1980.
- Bach — "Concerto in D Minor para dos violines (BWV 1043) Vivace"
- Creedence Clearwater Revival — "I Put a Spell on You"
- The Guess Who — "No Time"
- Iron Butterfly – "In-A-Gadda-Da-Vida"
- The James Gang — "Collage"
- KC and the Sunshine Band – "Get Down Tonight"
- Moody Blues — "Question", "Isn't Life Strange", y "Gemini Dream"
- The Police — "Synchronicity I"
- Frank Sinatra — "My Way"
- Tears for Fears — "Everybody Wants to Rule the World"
- Talking Heads – "Burning Down the House"

## Hechos vs. ficción
- Steve Wozniak, en su sitio personal, Woz.org,[2] ha hecho comentarios acerca de la película. En el asunto de la certeza, Wozniak indica:

Las personalidades e incidentes son correctos en el sentido de que todas ocurrieron, pero a menudo están las personas equivocadas (Bill Fernandez, empleado #4 de Apple, estaba conmigo y la computadora que se quemó en 1970) y en las fechas equivocadas (cuando John Sculley se unió, tuvo que redirigir la atención desde la Apple III, no la Mac, hacia la Apple II) y los lugares (el Homebrew Computer Club estaba en Stanford Linear Accelerator Center)... las personalidades fueron representadas con precisión.

- Durante una entrevista con Studio 360, el 4 de agosto de 2006, se le mostró a John Seely Brown, el director del centro de investigaciones de Xerox PARC, la escena en la cual Bill Gates le dice a Steve Jobs "Tú y yo somos como chicos que tuvieron un vecino rico -Xerox- quien dejó la puerta abierta todo el tiempo. Y tú entraste para robar un set de televisión". Después de ver el clip, Brown aclaró que no es totalmente correcto, ya que Steve Jobs había sido invitado por PARC para ver su tecnología a cambio de acciones de Apple.
- En una entrevista con el director Martyn Burke, ubicada en la web oficial de Silicon Valley, Burke indica que él prefirió no entrevistar a Bill Gates ni a Steve Jobs mientras filmaba la película:

No quise realizar una "biografía autorizada" acerca de Microsoft o Apple, así que tomamos la decisión de no entrevistarlos. Me embarqué en un proyecto de investigación de siete meses con un equipo de investigadores de Harvard, que incluyó todo lo que pudimos encontrar acerca de la historia de ambas compañías, incluyendo viejas revistas técnicas de los '70. Intenté que cada escena estuviera basada en hechos reales, incluyendo momentos significativos fantásticos tales como las carreras de tractores de Bill Gates en el medio de la noche y Steve Jobs poniendo los pies descalzos sobre la mesa durante la entrevista laboral de un solicitante. Tengo dos o más fuentes que verifican cada escena.

- Debido a que Steve Wozniak era un empleado de Hewlett-Packard con un contrato que le daba a la empresa el derecho de primer rechazo sobre sus inventos, Wozniak tuvo que ofrecerle la Apple I a HP. En el film, Wozniak es mostrado como deseando que HP no aceptara el producto para que luego él y Jobs pudieran desarrollarlo y venderlo independientemente. Pero de acuerdo con su biografía, Wozniak intentó duramente convencer a HP para que aceptaran su diseño, pero igualmente lo rechazaron.